# Ligne de Santhià à Bielle
La ligne Santhià - Bielle est une ligne ferroviaire régionale du Piémont en Italie qui relie Bielle au nœud ferroviaire de Santhià vers Turin.

## Histoire

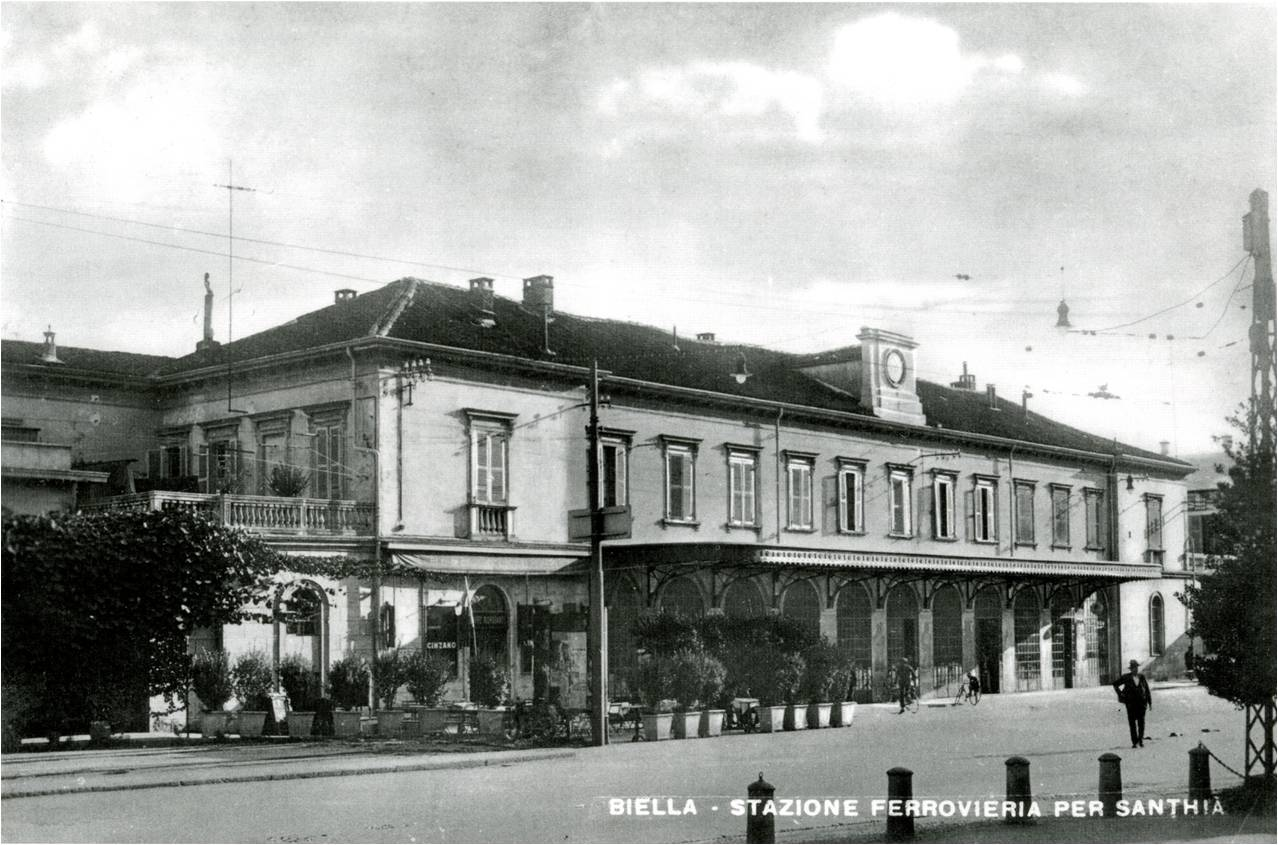
l'ancienne gare de Bielle place Vittorio-Veneto, terminus de la Bielle-Santhià

La ligne a est mise en service le 8 septembre 1856.
Le 10 juillet 1951, à l'avance de date limite du contact avec le Société Strade Ferrate di Biella (SFB), la ligne a été incorporée dans le réseau de l'État et passe sous la direction des Ferrovie dello Stato Italiane.
Entre 1956 et 1958, une modification de l'itinéraire est réalisée pour relier le pays de Candelo à la gare de Bielle-San-Paolo, terminus de la ligne de Biella à Novare (inaugurée en 1939), rendant possible l'échange de matériel et une gestion commune des services. Le 23 février 1958, ce nouvel itinéraire est inauguré et la gare de Biella Piazza Vittorio Veneto (premier terminus de la ligne) est abandonnée.
En 2001, la direction de la ligne passe sous la gestion de Rete ferroviaria italiana.

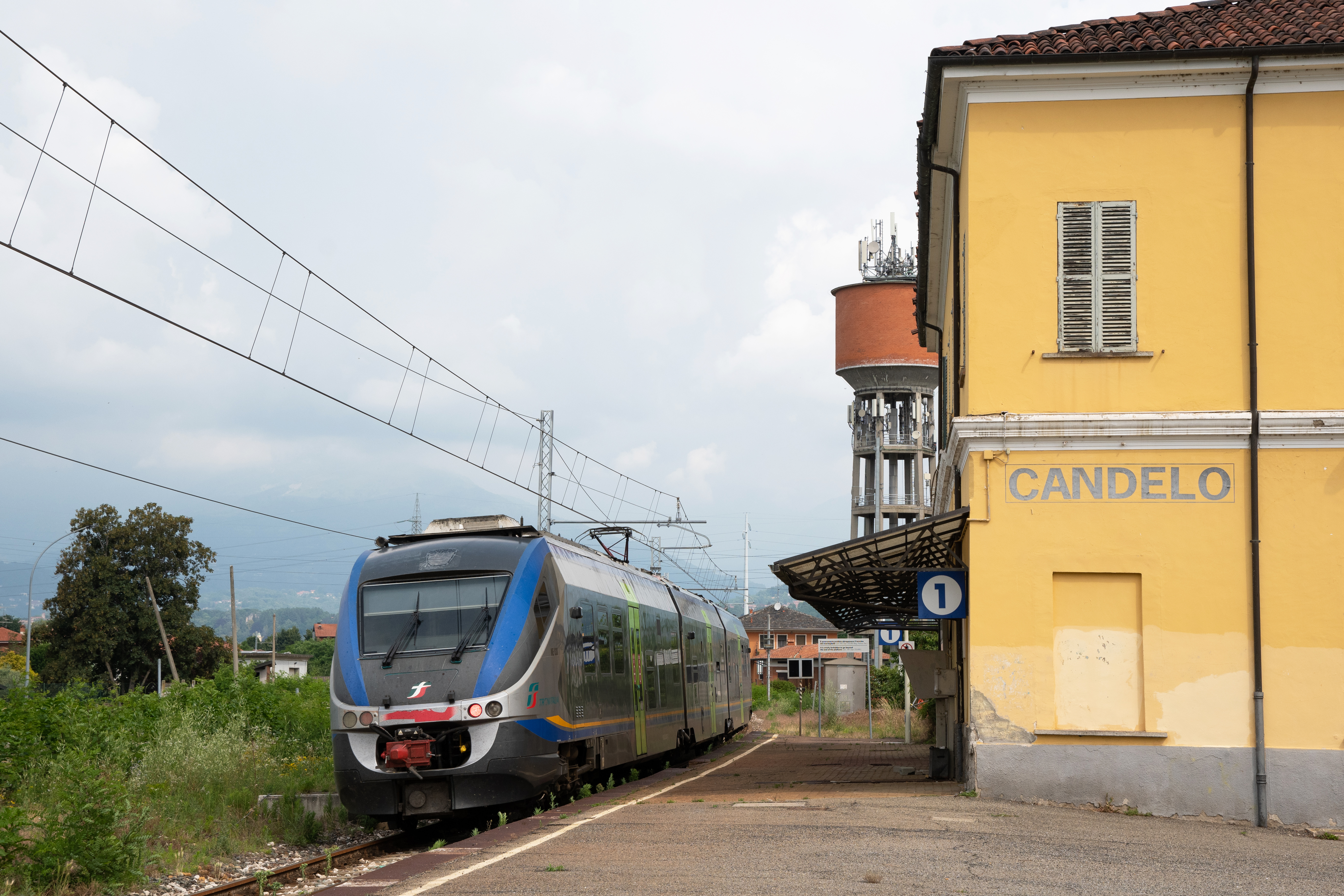
Course essai avec Minuetto électrique à Candelo

De juillet 2020 à décembre 2021 des travaux d'électrification de la ligne sont réalisés,, pour restaurer le lien direct avec Turin supprimé depuis 2011, car la nouvelle gare de Turin-Porta-Susa (en souterrain) empêchait les trains diesels de circuler. L'électrification est réalisée le 1er juin 2022, tandis le premier train électrique circule le 12 juin 2022, avec l'entrée en vigueur de l'heure d'été.

## Caractéristiques
La ligne est un chemin de fer à voie unique électrifiée, avec une tension de 3 000 volts à courant continu et ordinaire, longue de 26,7 km.
Après les travaux faits au cours des années 2006, reste seul la Salussola comme points de croisement, qui ont deux ou plus voies.